# Beck, Bogert & Appice (album)
Beck, Bogert & Appice è il primo eponimo album discografico del supergruppo Beck, Bogert & Appice, pubblicato nel 1973.

## Tracce
Lato 1
1. Black Cat Moan (Don Nix)  – 3:44
2. Lady (Appice, Beck, John Voorhis "Tim" Bogert, Pete French, Duane Hitchings) –5:33
3. Oh to Love You (Appice, Beck, Bogert, French, Hitchings)  – 4:04
4. Superstition (Stevie Wonder)  – 4:15

Lato 2
1. Sweet Sweet Surrender (Nix)  – 3:59
2. Why Should I Care (R. Kennedy)  – 3:31
3. Lose Myself with You (Appice, Beck, Bogert, French)  – 3:16
4. Livin' Alone (Appice, Beck, Bogert)  – 4:11
5. I'm So Proud (Curtis Mayfield)  – 4:12

## Formazione
Gruppo
- Jeff Beck - chitarra, voce
- Tim Bogert - basso, voce
- Carmine Appice - batteria, voce

Collaboratori
- Jimmy Greenspoon - piano
- Duane Hitchings - piano, mellotron
- Danny Hutton - cori